# معاهدة برلين (1878)

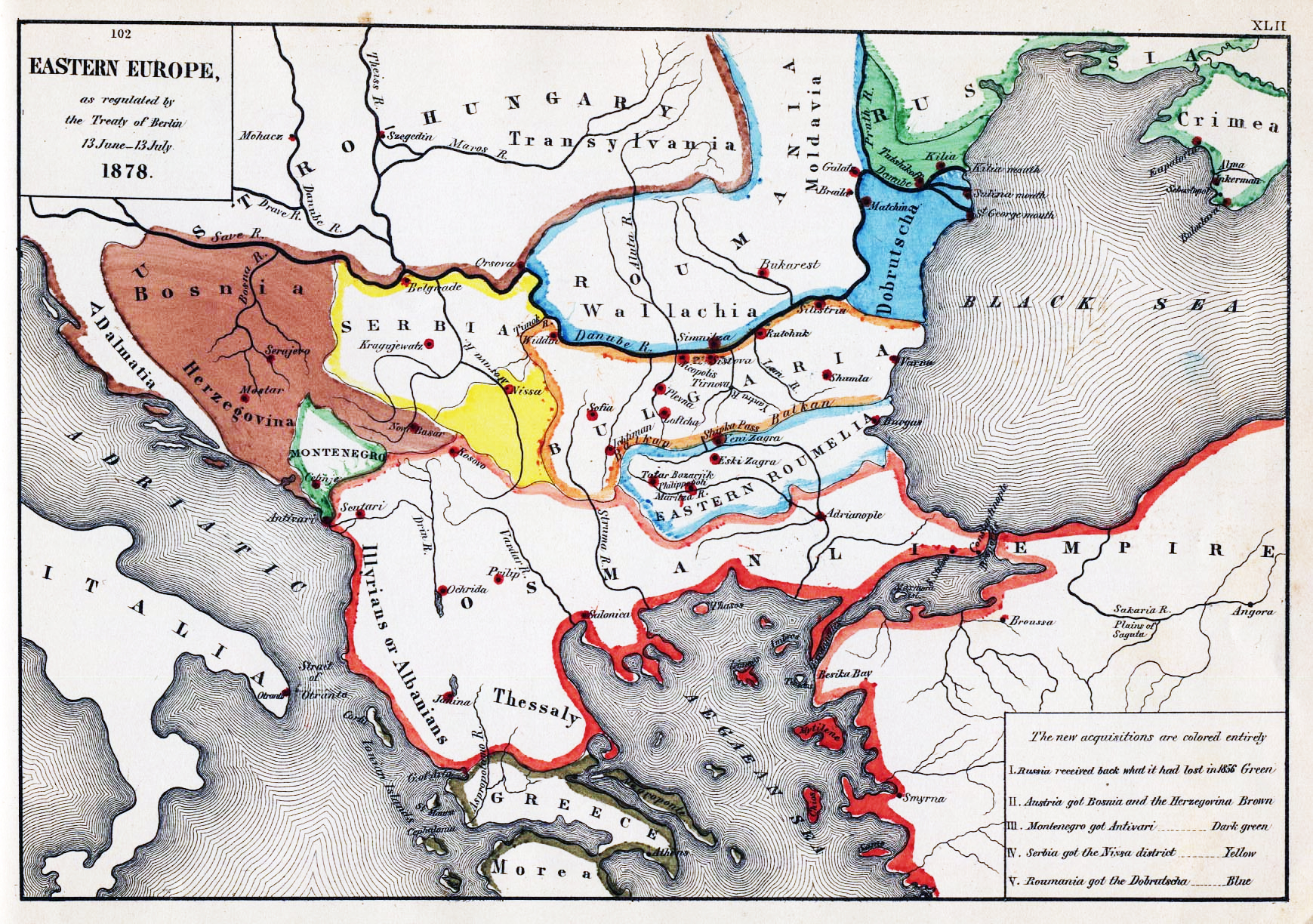
جنوب شرق أوروبا بعد مؤتمر برلين.

معاهدة برلين الوثيقة ختامية لمؤتمر برلين (13 يونيو - 13 يوليو، 1878م)، التي نقحت فيها المملكة المتحدة والإمبراطورية النمساوية المجرية وفرنسا وألمانيا وإيطاليا وروسيا والدولة العثمانية في عهد السلطان عبد الحميد الثاني معاهدة سان ستيفانو الموقعة في 3 مارس من العام نفسه. أهم مهام المؤتمر كانت البت في مصير إمارة بلغاريا المقررة في معاهدة سان ستيفانو، حتى لو أن بلغاريا نفسها تم استبعادها من المشاركة في المحادثات بناءً على إصرار روسيا.